# 殉道者 (夏多布里昂)
《殉道者》(Les Martyrs)是法国作家弗朗索瓦-勒内·德·夏多布里昂的一部散文史诗，于1809年出版。這部著作的主角是戴克里先统治下的一位罗马帝国士兵。他生于一个基督教家庭。

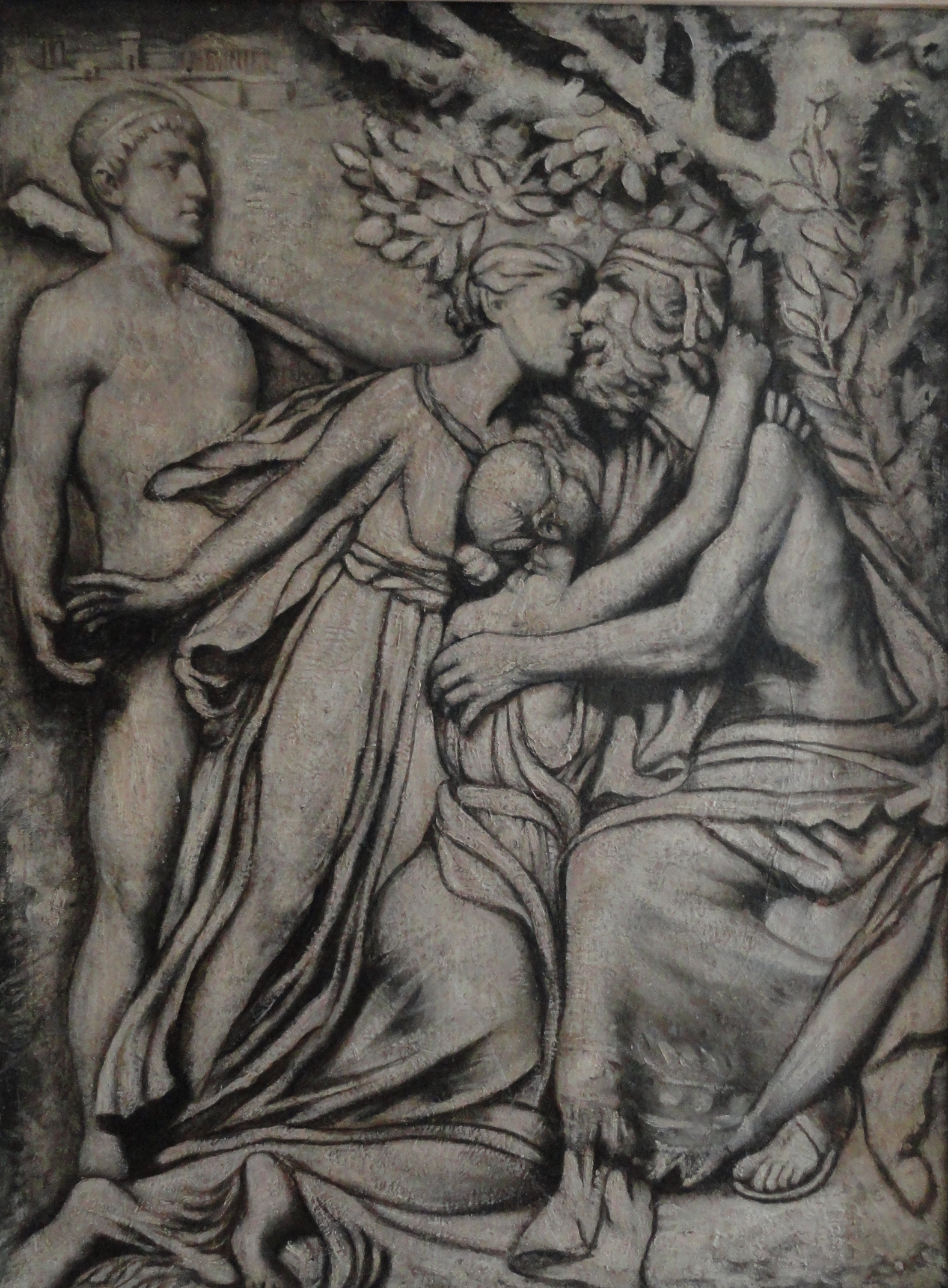
插图，在狼谷夏多布里昂故居展出